# Comité Macedonio
El Comité Macedonio (en griego: Μακεδονικό Κομιτάτο, romanizado: Makedoniko Komitato), formalmente Comité Helénico Macedonio (en griego: Ελληνιομέδονικο Κομιτάτο, romanizado: Ellinomakedoniko Komitato), fue una organización revolucionaria griega con el objetivo de liberar a Macedonia del Imperio otomano (en los Valiatos de Monastir y Salónica).

## Creación del Comité

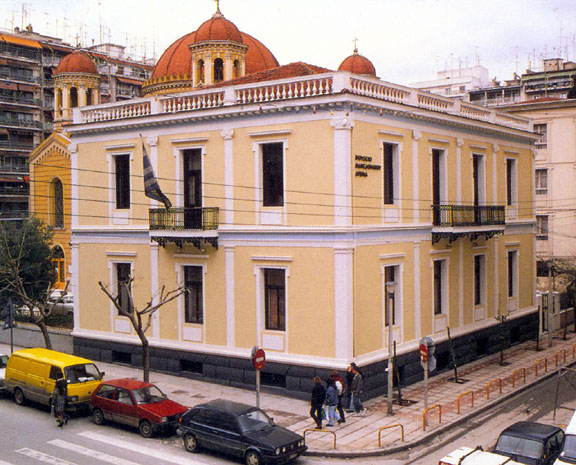
El antiguo consulado griego en Salónica, donde tenía su sede el CHM. Ahora es un Museo de la Disputa por Macedonia.

A pesar de la existencia previa de bandas armadas griegas en la región de la Macedonia otomana, no fue hasta 1900, cuando Stephanos Dragumis fundó el Comité Helénico Macedonia, que se emprendió un esfuerzo organizado y coordinado. El comité estaba dirigido por el rico editor Dimitrios Kalapothakis y entre sus miembros se encontraban aristócratas, políticos y otros notables griegos, además de los guerrilleros. Esto incluía a individuos como Ion Dragumis, Pavlos Melas, etc. El Comité Helénico Macedonio sirvió como la respuesta griega a la OIRM tras el aumento de las hostilidades hacia los habitantes griegos de Macedonia. También actuó como brazo de ejecución del Patriarcado griego, para contener e impedir una mayor expansión del Exarcado búlgaro en la región. El comité se hizo cargo de la organización de los guerrilleros en Macedonia, los Makedonomachoi, durante la Disputa por Macedonia (1904-1908).

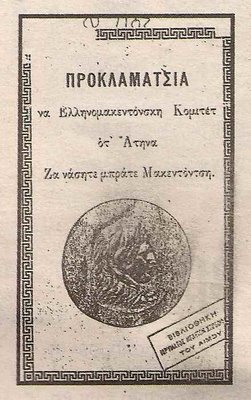
Proclamación del Comité Helénico Macedonio.

## Papel en la Disputa por Macedonia
Tras el establecimiento del Exarcado búlgaro, griegos y búlgaros se involucraron en una lucha propagandística por la lealtad de los habitantes de Macedonia. Tras la fallida Revuelta de Ilinden-Preobrazhenie en agosto de 1903 por parte de la OIRM patrocinada por Bulgaria, el Comité Macedonio se organizó para proteger a los macedonios griegos y preservar los intereses griegos en la región. Nikolaos Mavrokordatos, el embajador de Grecia, con el cónsul de Grecia en Monastir, Ion Dragumis, acordaron enviar a Germanos Karavangelis a Macedonia como obispo de Kastoriá. Fue allí donde se dio cuenta de la urgencia de la situación y comenzó a organizar más eficientemente la oposición griega. Mientras Dragumis se preocupaba por la organización financiera de los esfuerzos, la figura central en la lucha militar era el capaz oficial cretense Georgios Katechakis. El obispo Germanos Karavangelis viajaría para elevar la moral y alentar a la población griega macedonia a tomar medidas contra la OIRM. También jugó un papel decisivo en la formación de varios comités para promover los intereses nacionales griegos.
Katechakis y Karavangelis lograron organizar y coordinar grupos guerrilleros locales, reclutando ocasionalmente a exmiembros de la IMRO que tenían disputas políticas y/o personales dentro de la organización (por ejemplo, Kottas Christou, Gonos Yiotas, etc.). Posteriormente, las bandas armadas fueron reforzadas con voluntarios de la Grecia libre, muchos de ellos de Creta y la zona de Mani en el Peloponeso. Se alentó a muchos ex oficiales del ejército helénico a ofrecerse como voluntarios para proporcionar un liderazgo experimentado y una ventaja logística, y muchos finalmente lo hicieron. Los griegos macedonios, sin embargo, formaron el núcleo de la fuerza de combate y demostraron ser los más importantes debido a su amplio conocimiento geográfico de la región, así como a que varios de ellos poseían diversos grados de conocimiento del idioma búlgaro. Muchos griegos macedonios se distinguieron como jefes eficaces y expertos en guerra no convencional, como Evangelos Natsis, Dimitrios Stagas, Georgios Savvas, Michael Sionidis, Ioannis Ramnalis, Petros Christou, Antigonos Choleris, Christos Stogiannidis, Periklis Drakos, Pavlos Rakovitis, Georgios Seridis, Iraklis Patikas y muchos más. Los combatientes rebeldes que lucharon por la causa griega llegaron a ser conocidos por los griegos como Makedonomachoi (en griego: Μακεδονομάχοι; "luchadores macedonios").

La escritora griega Penélope Delta retrató a los Makedonomachoi en su novela Los secretos del pantano (Ta Mystiká tou Váltou), y Germanos Karavangelis los recuerda en su libro de memorias Ὁ Μακεδονικό ς Ἀγών (La lucha de Macedonia). Comparativamente, los Komitadjis de la OIRM y sus actividades aparecen en el libro Confessions of a Macedonian Bandit: A Californian in the Balkan Wars, escrito por Albert Sonnichsen, un voluntario estadounidense en la OIRM durante la Disputa por Macedonia.